# Scrupocellaria curvata
Scrupocellaria curvata är en mossdjursart som beskrevs av Harmer 1926. Scrupocellaria curvata ingår i släktet Scrupocellaria och familjen Candidae. Inga underarter finns listade i Catalogue of Life.